# Lorenzo Bertelli
Lorenzo Bertelli, (Arezzo, Toscana, Italia; 10 de mayo de 1988) es un empresario italiano de la industria de la moda y piloto de rally. Es hijo de los propietarios mayoritarios de Prada; la diseñadora de moda Miuccia Prada y su marido, el empresario Patrizio Bertelli.
Bertelli ha sido director ejecutivo de Prada desde mayo de 2021, anteriormente ocupó cargos en la empresa como director de comunicación digital, director de marketing del grupo y director de responsabilidad social corporativa.
En rally, ocasionalmente compite como piloto privado en el Campeonato Mundial de Rally, hizo su debut en el campeonato durante la temporada 2011 en el Rally d'Italia Cerdeña.

## Trayectoria
Bertelli hizo su debut en los rallyes en el National 500 Trophy en el Rally 1000 Miglia de 2010, al volante de un Fiat Abarth 500 del equipo Miele Racing. Hizo su debut mundialista con el mismo equipo, primero compitiendo con un Mitsubishi Lancer Evo IX y luego con un Subaru Impreza STi N15. En mayo de 2013 se puso al volante del Ford Fiesta RRC, con el que logró su primera victoria en el WRC-2 en el Rally de Cerdeña de 2014.
En 2014, Bertelli terminó tercero en el Campeonato Mundial de WRC-2, consiguiendo la primera victoria de su carrera y consiguiendo un total de 4 podios. En el mismo año también conquistó sus primeros puntos en el campeonato mundial de rally durante el Rally de Cerdeña. En 2015, Bertelli debutó en el Campeonato Mundial de Rally pilotando un Ford Fiesta RS WRC preparado por el FWRT s.r.l.. En la temporada 2016 compitió nuevamente en el campeonato mundial, finalizando 22.º en la clasificación general con 5 puntos conseguidos, en México y Australia.
En 2017, Bertelli disputó el Rally de Suecia con un viejo Ford Fiesta RS WRC y se retiró, cambiando al nuevo Ford Fiesta WRC en el Rally de México donde terminó 16.º. También disputó el Rally de Argentina, retirándose por problemas en la caja de cambios. En 2018 no compitió en el campeonato del mundo.
En 2019 volvió al WRC siempre sobre el Ford Fiesta WRC del equipo M-Sport Ford WRT, finalizando el Rally de Suecia en 20.ª posición y el Rally de Chile en 13.ª posición. No corrió en 2020 para reaparecer en 2021, nuevamente sobre el Ford Fiesta. Disputó el Rally del Ártico finalizando sólo 51.º y el Rally Safari terminandó 11.º.
En 2022 disputó el Rally de Nueva Zelanda sobre el nuevo Ford Puma Rally1 del M-Sport Ford WRT finalizando en la 7.ª posición, su mejor resultado en el mundial, llevándose a casa 6 puntos y alcanzando el puesto 25 de la clasificación. Bertelli estaba inscripto e iba a participar en el Rally de Suecia pero tuvo que desistir de su participación debido a que la Semana de la Moda de Milán se llevó a cabo en la misma fecha que el rally.
En 2023, Bertelli dejó Ford para pasar a usar el Toyota GR Yaris Rally1 en las pruebas que Sébastien Ogier no partícipe. Su primera rallye con la máquina japónesa fue en el Rally de Suecia en donde terminó en la 14.ª posición.

## Victorias

### Victorias en el WRC-2
| # | Rally                        | Temp. | Copiloto    | Auto            |
| - | ---------------------------- | ----- | ----------- | --------------- |
| 1 | 11.º Rally d'Italia Sardinia | 2014  | Mitia Dotta | Ford Fiesta RRC |

## Resultados

### Campeonato Mundial de Rally
| Año  | Equipo                  | Automóvil                | 1       | 2       | 3       | 4       | 5       | 6       | 7       | 8       | 9       | 10     | 11      | 12      | 13     | 14     | Pos. | Puntos |
| ---- | ----------------------- | ------------------------ | ------- | ------- | ------- | ------- | ------- | ------- | ------- | ------- | ------- | ------ | ------- | ------- | ------ | ------ | ---- | ------ |
| 2011 | Lorenzo Bertelli        | Mitsubishi Lancer Evo IX | SWE     | MEX     | POR     | JOR     | ITA 26  | ARG     | GRE     | FIN     | GER     | AUS    | FRA     | ESP 26  | GBR 20 |        | -    | 0      |
| 2012 | Lorenzo Bertelli        | Mitsubishi Lancer Evo IX | MON Ret | SWE     | MEX     |         | ARG 23  |         |         |         |         |        |         |         |        |        | -    | 0      |
| 2012 | Lorenzo Bertelli        | Subaru Impreza STi N15   |         |         |         | POR Ret |         | GRE 24  | NZL Ret | FIN     | GER     |        |         | ITA Ret | ESP 29 |        | -    | 0      |
| 2012 | Lorenzo Bertelli        | Subaru Impreza STi       |         |         |         |         |         |         |         |         |         | GBR 22 | FRA     |         |        |        | -    | 0      |
| 2013 | Lorenzo Bertelli        | Subaru Impreza STi N15   | MON Ret | SWE 20  | MEX Ret | POR Ret | ARG Ret |         |         |         |         |        |         |         |        |        | -    | 0      |
| 2013 | Lorenzo Bertelli        | Ford Fiesta RRC          |         |         |         |         |         | GRE Ret | ITA 12  | FIN Ret | GER     | AUS    | FRA     |         |        |        | -    | 0      |
| 2013 | Lorenzo Bertelli        | Ford Fiesta R5           |         |         |         |         |         |         |         |         |         |        |         | ESP Ret | GBR 38 |        | -    | 0      |
| 2014 | FWRT s.r.l.             | Ford Fiesta R5           | MON 12  | SWE 18  |         | POR 30  |         |         |         | FIN Ret | GER 50  |        |         | ESP Ret | GBR 12 |        | 23.º | 2      |
| 2014 | Lorenzo Bertelli        | Ford Fiesta RRC          |         |         | MEX 13  |         |         |         |         |         |         |        |         |         |        |        | 23.º | 2      |
| 2014 | FWRT s.r.l.             | Ford Fiesta RRC          |         |         |         |         | ARG 13  | ITA 9   | POL     |         |         | AUS 14 | FRA     |         |        |        | 23.º | 2      |
| 2015 | FWRT s.r.l.             | Ford Fiesta RS WRC       | MON 68  | SWE Ret | MEX Ret | ARG 18  | POR Ret | ITA Ret | POL 16  | FIN 10  | GER DNS | AUS 18 | FRA Ret | ESP Ret | GBR 10 |        | 29.º | 2      |
| 2016 | FWRT s.r.l.             | Ford Fiesta RS WRC       | MON Ret | SWE Ret | MEX 8   | ARG 13  | POR WD  | ITA Ret | POL 12  | FIN Ret | GER WD  | CHN C  | FRA 17  | ESP 11  | GBR 15 | AUS 10 | 22.º | 5      |
| 2017 | FWRT s.r.l.             | Ford Fiesta RS WRC       | MON     | SWE Ret |         |         |         |         |         |         |         |        |         |         |        |        | -    | 0      |
| 2017 | M-Sport WRT             | Ford Fiesta WRC          |         |         | MEX 16  | FRA     | ARG Ret | POR     | ITA     | POL     | FIN     | GER    | ESP     | GBR     | AUS    |        | -    | 0      |
| 2018 | FWRT s.r.l.             | Ford Fiesta WRC          | MON     | SWE WD  | MEX     | FRA     | ARG     | POR     | ITA     | FIN     | GER     | TUR    | GBR     | ESP     | AUS    |        | -    | 0      |
| 2019 | M-Sport Ford WRT        | Ford Fiesta WRC          | MON     | SWE 20  | MEX     | FRA     | ARG     | CHL 13  | POR     | ITA     | FIN     | GER    | TUR     | GBR     | ESP    | AUS C  | -    | 0      |
| 2021 | M-Sport Ford WRT        | Ford Fiesta WRC          | MON     | ART 51  | CRO     | POR     | ITA     | SAF 11  | EST     | BEL     | GRE     | FIN    | ESP     | MNZ     |        |        | -    | 0      |
| 2022 | M-Sport Ford WRT        | Ford Puma Rally1         | MON     | SWE WD  | CRO     | POR     | ITA     | SAF     | EST     | FIN     | BEL     | GRE    | NZL 7   | ESP     | JPN    |        | 25.º | 6      |
| 2023 | Toyota Gazoo Racing WRT | Toyota GR Yaris Rally1   | MON     | SWE 14  | MEX     | CRO     | POR     | ITA     | SAF     | EST     | FIN     | GRE    | CHL     | EUR     | JPN    |        | -*   | 0*     |

### PWRC
| Año  | Equipo           | Automóvil                | 1       | 2   | 3     | 4     | 5       | 6   | 7       | 8     | Pos. | Puntos |
| ---- | ---------------- | ------------------------ | ------- | --- | ----- | ----- | ------- | --- | ------- | ----- | ---- | ------ |
| 2012 | Lorenzo Bertelli | Mitsubishi Lancer Evo IX | MON Ret | MEX | ARG 8 |       |         |     |         |       | 10.º | 24     |
| 2012 | Lorenzo Bertelli | Subaru Impreza STi N15   |         |     |       | GRE 5 | NZL Ret | GER | ITA Ret | ESP 5 | 10.º | 24     |

### WRC-2
| Año  | Equipo           | Automóvil              | 1       | 2     | 3       | 4   | 5       | 6       | 7     | 8   | 9   | 10    | 11  | 12      | 13     | Pos. | Puntos |
| ---- | ---------------- | ---------------------- | ------- | ----- | ------- | --- | ------- | ------- | ----- | --- | --- | ----- | --- | ------- | ------ | ---- | ------ |
| 2013 | Lorenzo Bertelli | Subaru Impreza STi N15 | MON Ret | SWE   | MEX Ret | POR | ARG Ret |         |       |     |     |       |     |         |        | 21.º | 15     |
| 2013 | Lorenzo Bertelli | Ford Fiesta RRC        |         |       |         |     |         | GRE Ret | ITA 3 | FIN | GER | AUS   | FRA |         |        | 21.º | 15     |
| 2013 | Lorenzo Bertelli | Ford Fiesta R5         |         |       |         |     |         |         |       |     |     |       |     | ESP Ret | GBR 11 | 21.º | 15     |
| 2014 | FWRT s.r.l.      | Ford Fiesta R5         | MON 2   | SWE 6 |         |     |         |         |       |     |     |       |     |         | GBR 2  | 3.º  | 103    |
| 2014 | Lorenzo Bertelli | Ford Fiesta RRC        |         |       | MEX 2   | POR |         |         |       |     |     |       |     |         |        | 3.º  | 103    |
| 2014 | FWRT s.r.l.      | Ford Fiesta RRC        |         |       |         |     | ARG 4   | ITA 1   | POL   | FIN | GER | AUS 4 | FRA | ESP     |        | 3.º  | 103    |

### WRC-Trophy
| Año  | Equipo      | Automóvil          | 1   | 2       | 3   | 4   | 5   | 6   | 7   | 8   | 9   | 10  | 11  | 12  | 13  | Pos. | Puntos |
| ---- | ----------- | ------------------ | --- | ------- | --- | --- | --- | --- | --- | --- | --- | --- | --- | --- | --- | ---- | ------ |
| 2017 | FWRT s.r.l. | Ford Fiesta RS WRC | MON | SWE Ret | MEX | FRA | ARG | POR | ITA | POL | FIN | GER | ESP | GBR | AUS | -    | 0      |